# Аганозеро
Аганозеро — пресноводное озеро на территории Пяльмского сельского поселения Пудожского района Республики Карелии.

## Общие сведения
Площадь озера — 2,3 км², площадь водосборного бассейна — 12,7 км², располагается на высоте 163 метров над уровнем моря.
Котловина ледникового происхождения.
Форма озера продолговатая: оно вытянуто с северо-запада на юго-восток. Берега каменисто-песчаные, местами заболоченные.
С южной стороны озера вытекает Аганручей, впадающий в Рагнозеро, откуда берёт начало река Рагнукса, которая является притоком реки Водлы, впадающей в Онежское озеро.
Острова на озере отсутствуют. Средняя амплитуда колебаний уровня составляет 0,4 м.
Рыба: щука, плотва, окунь, ёрш.
Населённые пункты и автодороги вблизи водоёма отсутствуют.
Код объекта в государственном водном реестре — 01040100411102000019564.